# Руфус (Орегон)
Руфус (англ. Rufus) — город, расположенный в округе Шерман штата Орегон, США. По данным переписи населения 2010 года в городе проживало 249 человек. Назван в честь раннего поселенца Руфуса Кэррола Уоллиса.

## География
По данным Бюро переписи населения США, общая площадь города составляет 3,13 км², из которых 3,08 км² — суша, а 0,05 км² — водная поверхность.

## Климат
Этот климатический регион характеризуется тёплым (но не жарким) и сухим летом со среднесезонной температурой не выше 22 °C. Согласно системе классификации климата Кёппена, в Руфусе средиземноморский климат (Csb) с тёплым летом.

## Население
Согласно переписи населения 2010 года в городе проживало 249 человека. Плотность населения 80,8 чел./км². Расовый состав города: 89,2 % — белые, 5,2 % — коренные жители США, 5,2 % — представители других рас, 0,4 % — представители двух и более рас. Число испаноязычных жителей любых рас составило 13,3 %.
Население города по возрастному признаку распределилось таким образом: 16,9 % — жители моложе 18-ти лет, 6,3 % находились в возрасте от 18 до 24-х лет, 16,8 % находились в возрасте от 25 до 44-х лет, 34,8 % находились в возрасте от 45 до 64-х лет, 24,9 % — лица 65 лет и старше. Гендерный состав: 52,6 % — женщины и 47,4 % — мужчины.